# Romitorio dell'Uccellina
Il romitorio dell'Uccellina è un ex edificio religioso situato nel territorio comunale di Grosseto, nei pressi della frazione di Alberese. La sua ubicazione è sui monti dell'Uccellina, all'interno del parco naturale della Maremma, poco a valle dell'abbazia di San Rabano lungo il cosiddetto fosso del Romitorio.

## Storia
L'edificio sorse in epoca alto-medievale, quasi certamente tra l'VIII e il IX secolo, risultando essere pertanto il più antico luogo di culto sorto nell'area dei monti dell'Uccellina.
Presso il romitorio si stabilì quasi certamente lo stesso ordine religioso che, successivamente, si trasferì nel più ampio complesso dell'abbazia di San Rabano. Vi è ancora incertezza se il romitorio fosse abbandonato nel momento in cui l'abbazia raggiungeva il suo massimo splendore, o se l'abbandono dei due luoghi religiosi sia avvenuto in tempi più ravvicinati tra loro.

## Descrizione
Il romitorio dell'Uccellina si presenta attualmente sotto forma di ruderi, in cui risultano ben distinguibili gli originari elementi stilistici di epoca alto-medievale.
Si conservano le robuste strutture murarie in pietra, ove sono ben riconoscibili i resti della facciata principale, sulla quale si apriva centralmente il portale d'ingresso, del quale è ben visibile l'apertura. Il tetto risultava a capanna.